# پارک جنگلی کنوور
پارک جنگلی کنوور یک پارک جنگلی در گامبیا است. این پارک ۶۷ هکتار وسعت دارد.
این پارک در ناحیه پست رودخانه در منطقه کیانگ شرقی واقع شده‌است و مانند سایر پارک‌های جنگلی در گامبیا، در ۱ ژانویه ۱۹۵۴ راه‌اندازی شده‌است.
این پارک ۱۴ متر ارتفاع دارد.